# Laberlière
Laberlière är en kommun i departementet Oise i regionen Hauts-de-France i norra Frankrike. Kommunen ligger i kantonen Lassigny som tillhör arrondissementet Compiègne. År 2022 hade Laberlière 200 invånare.

## Befolkningsutveckling
Antalet invånare i kommunen Laberlière
| Referens: INSEE |